# Kirsten Marie Lomborg
Kirsten Marie Lomborg, född 27 mars 1827 Tårs, död 18 mars 1900 i Thisted, var en dansk predikant. Hon tillhörde från 1851 pionjärerna av kvinnliga predikanter i Danmark.